# Geometra mutans
Geometra mutans là một loài bướm đêm trong họ Geometridae.